# 2018年亞洲運動會角力比賽
2018年亞洲運動會角力比賽為第十八屆亞洲運動會的其中一項競賽項目，共產生18面金牌；賽事於2018年8月19日至8月22日在雅加達展覽中心舉行。

## 獎牌統計

### 國家獎牌榜
| 排名                      | 国家 / 地区               | 金牌 | 銀牌 | 銅牌 | 总计 |
| ------------------------- | ------------------------- | ---- | ---- | ---- | ---- |
| 1                         | 伊朗（IRI）               | 5    | 0    | 3    | 8    |
| 2                         | 中国（CHN）               | 2    | 3    | 1    | 6    |
| 3                         | （UZB）                   | 2    | 1    | 3    | 6    |
| 4                         | 朝鲜（PRK）               | 2    | 1    | 2    | 5    |
| 5                         | 韩国（KOR）               | 2    | 0    | 6    | 8    |
| 6                         | 印度（IND）               | 2    | 0    | 1    | 3    |
| 7                         | 日本（JPN）               | 1    | 4    | 5    | 10   |
| 8                         | （KGZ）                   | 1    | 3    | 4    | 8    |
| 9                         | 蒙古（MGL）               | 1    | 1    | 3    | 5    |
| 10                        | （KAZ）                   | 0    | 4    | 6    | 10   |
| 11                        | 黎巴嫩（LBN）             | 0    | 1    | 0    | 1    |
| 12                        | （TKM）                   | 0    | 0    | 1    | 1    |
| 12                        | 越南（VIE）               | 0    | 0    | 1    | 1    |
| 总计（共13个国家 / 地区） | 总计（共13个国家 / 地区） | 18   | 18   | 36   | 72   |

### 項目獎牌榜

#### 男子自由式
| 項目      | 金牌                                  | 银牌                              | 铜牌                            |
| 57公斤級  | 额尔德内巴特·别赫巴亚尔 · 蒙古（MGL） | 姜锦星 · 朝鲜（PRK）              | 高橋侑希 · 日本（JPN）          |
| 57公斤級  | 额尔德内巴特·别赫巴亚尔 · 蒙古（MGL） | 姜锦星 · 朝鲜（PRK）              | 礼萨·阿特里 · 伊朗（IRI）       |
| 65公斤級  | 巴杰朗·普尼亚 · 印度（IND）           | 高谷大地 · 日本（JPN）            | Sirojiddin Khasanov · （UZB）   |
| 65公斤級  | 巴杰朗·普尼亚 · 印度（IND）           | 高谷大地 · 日本（JPN）            | Sayatbek Okassov · （KAZ）      |
| 74公斤級  | 别克佐德·阿布杜拉赫莫诺夫 · （UZB）   | 达尼亚尔·凯萨诺夫 · （KAZ）       | Gong Byung-min · 韩国（KOR）    |
| 74公斤級  | 别克佐德·阿布杜拉赫莫诺夫 · （UZB）   | 达尼亚尔·凯萨诺夫 · （KAZ）       | 藤波勇飛 · 日本（JPN）          |
| 86公斤級  | 哈桑·雅茲丹尼 · 伊朗（IRI）           | Domenic Abounader · 黎巴嫩（LIB） | Adilet Davlumbayev · （KAZ）    |
| 86公斤級  | 哈桑·雅茲丹尼 · 伊朗（IRI）           | Domenic Abounader · 黎巴嫩（LIB） | Orgodolyn Üitümen · 蒙古（MGL） |
| 97公斤級  | 阿里礼萨·卡里米 · 伊朗（IRI）         | Magomed Musaev · （KGZ）          | 穆罕默德·易卜拉欣莫夫 · （UZB） |
| 97公斤級  | 阿里礼萨·卡里米 · 伊朗（IRI）         | Magomed Musaev · （KGZ）          | 金在康 · 韩国（KOR）            |
| 125公斤級 | Parviz Hadi · 伊朗（IRI）             | 鄧志偉 · 中国（CHN）              | 南慶進 · 韩国（KOR）            |
| 125公斤級 | Parviz Hadi · 伊朗（IRI）             | 鄧志偉 · 中国（CHN）              | Davit Modzmanashvili · （UZB）  |

#### 女子自由式
| 項目     | 金牌                        | 银牌                                    | 铜牌                                     |
| 50公斤級 | 维内什·波加特 · 印度（IND） | 入江雪 · 日本（JPN）                    | 金鲜香 · 朝鲜（PRK）                     |
| 50公斤級 | 维内什·波加特 · 印度（IND） | 入江雪 · 日本（JPN）                    | 金亨株 · 韩国（KOR）                     |
| 53公斤級 | 朴英美 · 朝鲜（PRK）        | 茹尔德兹·埃希莫娃 · （KAZ）             | 奧野春菜 · 日本（JPN）                   |
| 53公斤級 | 朴英美 · 朝鲜（PRK）        | 茹尔德兹·埃希莫娃 · （KAZ）             | Erdenechimegiin Sumiyaa · 蒙古（MGL）    |
| 57公斤級 | 郑明淑 · 朝鲜（PRK）        | 裴星茹 · 中国（CHN）                    | Altantsetsegiin Battsetseg · 蒙古（MGL） |
| 57公斤級 | 郑明淑 · 朝鲜（PRK）        | 裴星茹 · 中国（CHN）                    | 坂上嘉津季 · 日本（JPN）                 |
| 62公斤級 | 艾苏卢·特尼别科娃 · （KGZ） | 川井梨紗子 · 日本（JPN）                | Nguyễn Thị Mỹ Hạnh · 越南（VIE）         |
| 62公斤級 | 艾苏卢·特尼别科娃 · （KGZ） | 川井梨紗子 · 日本（JPN）                | 林正心 · 朝鲜（PRK）                     |
| 68公斤級 | 周鳳 · 中国（CHN）          | Sharkhüügiin Tümentsetseg · 蒙古（MGL） | Divya Kakran · 印度（IND）               |
| 68公斤級 | 周鳳 · 中国（CHN）          | Sharkhüügiin Tümentsetseg · 蒙古（MGL） | 梅里姆·茹马纳扎罗娃 · （KGZ）            |
| 76公斤級 | 周倩 · 中国（CHN）          | 皆川博惠 · 日本（JPN）                  | 埃尔米拉·瑟兹德科娃 · （KAZ）            |
| 76公斤級 | 周倩 · 中国（CHN）          | 皆川博惠 · 日本（JPN）                  | 艾佩丽·梅杰特·克济 · （KGZ）             |

## 外部連結
- Wrestling at the 2018 Asian Games